# Beiduyu qijangensis
Beiduyu qijangensis è un pesce osseo estinto, appartenente ai lepisosteiformi. Visse tra il Giurassico superiore e il Cretaceo inferiore (circa 150 - 114 milioni di anni fa) e i suoi resti fossili sono stati ritrovati in Cina.

## Descrizione
Questo pesce era di medie dimensioni, e poteva superare i 70 centimetri di lunghezza. Sia la forma del corpo che le dimensioni ricordano quelle del ben noto Scheenstia; il corpo era alto e compatto, con scaglie dotate di ganoina. Beiduyu era privo di scaglie robuste lungo il margine dorsale del corpo, tipiche dei semionotiformi; le scaglie ganoidi erano dotate di processi anterodorsali e anteroventrali, ma con un giunto dorsale ridotto. 

## Classificazione
Beiduyu è considerato un rappresentante arcaico dei lepisosteiformi, un gruppo di pesci ginglimodi attualmente rappresentato dai soli lucci alligatore, animali con un corpo slanciato tipici delle acque dolci del Nordamerica, ma che nel corso del Mesozoico era molto più diversificato e diffuso.  
Beiduyu qijangensis venne descritto per la prima volta nel 2015, sulla base di un esemplare quasi completo ritrovato in depositi di acqua dolce nella formazione Suining, nei pressi di Qijang (Chongqing, Cina). Inizialmente ritenuta del Giurassico superiore, questa formazione più di recente è stata attribuita al Cretaceo inferiore (Aptiano, circa 114 milioni di anni fa). 